# Піннещотт

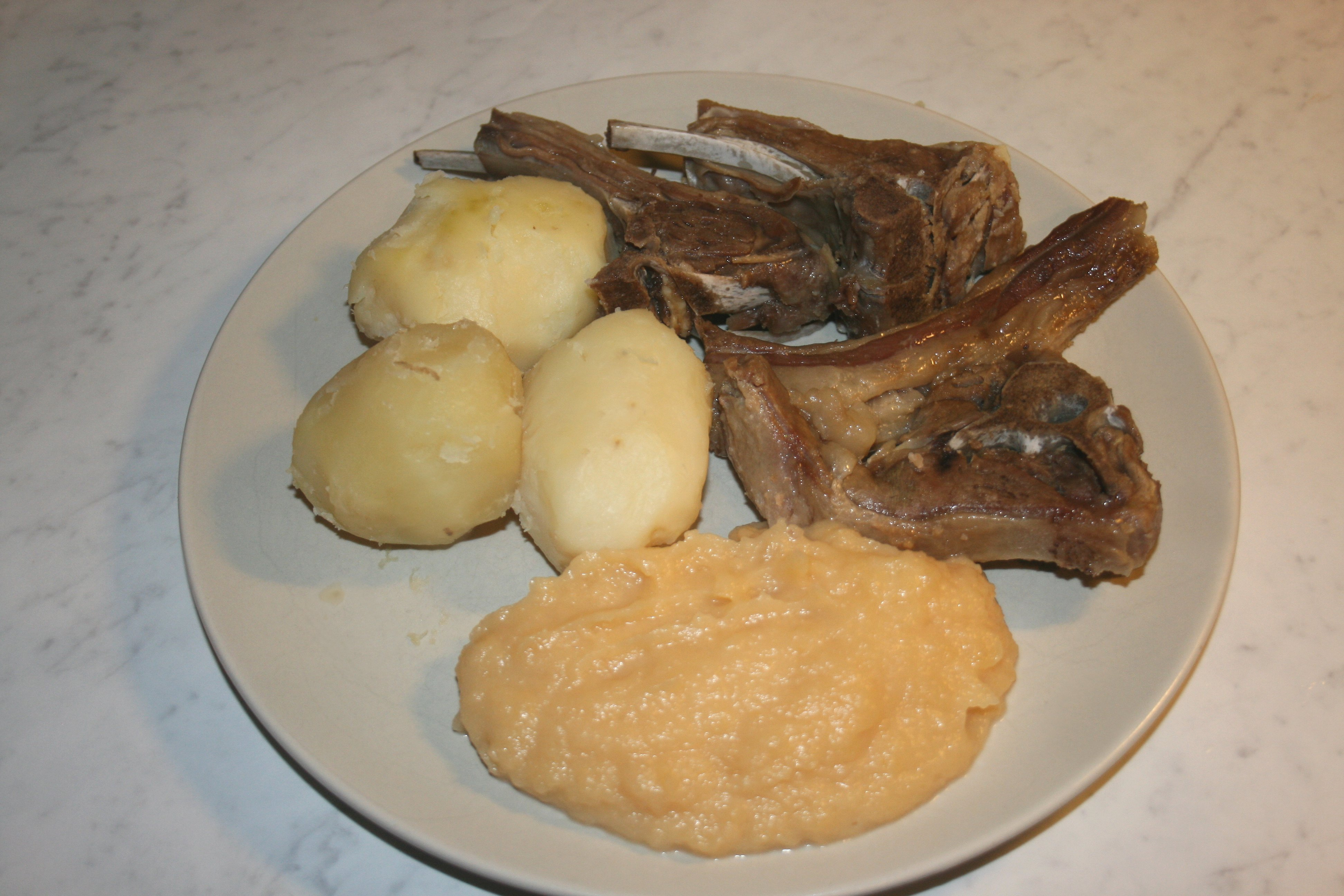

Pinnekjøtt (норв. pinnekjøtt, вимовляється: [pinːəˌçøt]) — основна страва з ягняти або баранини. Піннещотт — це святкова страва, характерна для Західної та Північної Норвегії, і швидко завойовує популярність і в інших регіонах. Ця страва багато в чому пов'язана з святкуванням Різдва, подається з пуерованим бульйоном, картоплею, пивом та акевіттом. 37 % норвежців кажуть, що їдять піннещотт під час своєї сімейної різдвяної вечері. Постійна дискусія полягає у використанні норвезького слова «реббе», оскільки східна частина Норвегії використовує назву «реббе» для м'яса ребер свиней, тоді як західна частина Норвегії використовує назву «реббе» на ребрах овець.

## Приготування
При приготуванні pinnekjøtt використовується традиційний метод консервування продуктів харчування з використанням в'ялення, сушіння, а в деяких регіонах також копчення, щоб пригнітити ріст мікроорганізмів. Хоча сьогодні баранина доступна у свіжому або замороженому вигляді цілий рік, піннекьотт все ще готується як на комерційних підприємствах, так і в приватних будинках, завдяки аромату і дозріванню, які надає м'ясу процес консервації.
При домашньому приготуванні піннекьотт каре ягняти або баранини в'ялять у розсолі або крупній морській солі. Після достатнього в'ялення, коли погода досить холодна, каре вивішують у прохолодному, темному, добре провітрюваному місці для просушування. У деяких регіонах, зокрема в Гордаланді та Суннмьоре, свіжі каре перед сушінням зазвичай коптять. Традиційно це робилося для того, щоб запобігти утворенню плісняви під час сушіння.

## У культурі
В оригінальному серіалі Netflix «Леді Динаміт» (2017, 2 сезон, епізод «Розчини») мати Марії Бемфорд готує піннекьотт для короля і королеви Норвегії, коли вони відвідують Дулут, штат Міннесота.